# 小行星7647
小行星7647（7647 Etrépigny）是一颗绕太阳运转的小行星，为主小行星带小行星。该小行星于1989年9月26日发现。

## 轨道参数
小行星7647的轨道半长轴为2.8968948 UA，离心率为0.04。